# Carl Ludwig Lithander
Carl Ludwig Lithander (* 6. Februar 1773 in Röiks; † 17. Dezember 1843 in Greifswald) war ein finnisch-schwedischer Musiker und Komponist.

## Leben
Carl Ludwig Lithander war der älteste Sohn des lutherischen Pfarrers Johan Lithander, der eine schwedischsprachige Gemeinde im Gouvernement Estland betreute, und der Kristina Hollming. Zusammen mit seinen zehn Geschwistern erhielt er vom Vater eine musikalische Ausbildung. Nach dem Tod der Eltern gingen die Kinder zu Verwandten nach Stockholm und Turku. Wegen des Russisch-Schwedischen Krieges mussten sie über Riga und Königsberg reisen. Carl Ludwig Lithander schrieb sich am 4. Juni 1789 an der Albertus-Universität Königsberg ein. Ab Oktober 1790 besuchte er die Universität Uppsala. Am 24. September 1791 wurde er Kadett der Fortifikation. 1792 ging er als Kondukteur zur Stockholmer Fortifikationsbrigade. In Stockholm hielt er sich einige Zeit bei seinem Onkel auf, dem Advokatfiskal Daniel Lithander.
1795 bestand er das Examen als Fortifikationsoffizier und veröffentlichte zugleich seine ersten Klavierkompositionen und Variationen. Ab 1798 unterrichtete Lithander in seiner Truppe und ab 1799 als Adjunkt an der Militärakademie Karlberg Mathematik. Ab 1807 lehrte er an einer Kunstakademie Geometrie und Perspektivische Darstellung. In dieser Zeit wurde er als Pianist und Geiger bekannt. Es wurde in großen Gesellschaften musiziert, die von Margareta Cronstedt initiiert wurden, der Frau des Gouverneurs von Schloss Karlberg und Tochter des Gründers der Musikakademie Patrick Alströmer. 1812 wurde er zum Leutnant befördert.
Aus gesundheitlichen Gründen und um sich ganz der Musik widmen zu können, ging er 1814 ins Ausland und veröffentlichte bis 1818 in London mehrere Klavierwerke und andere Stücke. Lithander gab Musikunterricht und knüpfte Kontakte. Er gab Konzerte in Kopenhagen und verschiedenen preußischen Städten. Zeitweise begleitete ihn seine Familie auf den Reisen. Von 1821 und 1824 hielt er sich in Berlin auf. 1824 war er Dozent für Orgel an der Stockholmer Academia Musika. Auf Empfehlung des Generalmusikdirektors Gaspare Spontini erhielt er eine Anstellung als Musikdirektor und Organist in Greifswald, wo er sich nach 1824 niederließ und bis an sein Lebensende wirkte. Er wurde auf dem Alten Friedhof beigesetzt.

## Werk
Als die bedeutendsten Werke Lithanders gelten die Klaviersonaten in C-Dur und in fis-Moll. Außerdem komponierte er zwei Opern, von denen Lantara als die erste finnische Oper überhaupt bezeichnet werden kann. Lithander galt als einer der fortschrittlichsten frühen romantischen Komponisten. Er erweiterte die Formen und Strukturen der Wiener Klassik und bereitete so den Weg für Komponisten der Romantik wie Franz Berwald.

## Familie
Carl Ludwigs Brüder Ernst Gabriel (1774–1803) und Fredrik Immanuel Lithander (1777–1823) waren ebenfalls Musiker und Komponist.
Carl Ludwig Lithander war verheiratet mit Eva Theresia Berndtsson (* 15. Februar 1775 in Sala; † 1843 in Greifswald). Ihre beiden Töchter, die Zwillinge Carolina (1807–1880) und Eva Lithander (1807–1830) waren musikalisch sehr begabt und begleiteten den Vater bei Konzerten am Klavier und mit Gesang.